# Kanton Loué
Kanton Loué (fr. Canton de Loué) je francouzský kanton v departementu Sarthe v regionu Pays de la Loire. Tvoří ho 14 obcí.

## Obce kantonu
- Amné
- Auvers-sous-Montfaucon
- Brains-sur-Gée
- Chassillé
- Chemiré-en-Charnie
- Coulans-sur-Gée
- Crannes-en-Champagne
- Épineu-le-Chevreuil
- Joué-en-Charnie
- Longnes
- Loué
- Saint-Denis-d'Orques
- Tassillé
- Vallon-sur-Gée